# کروکی اینک

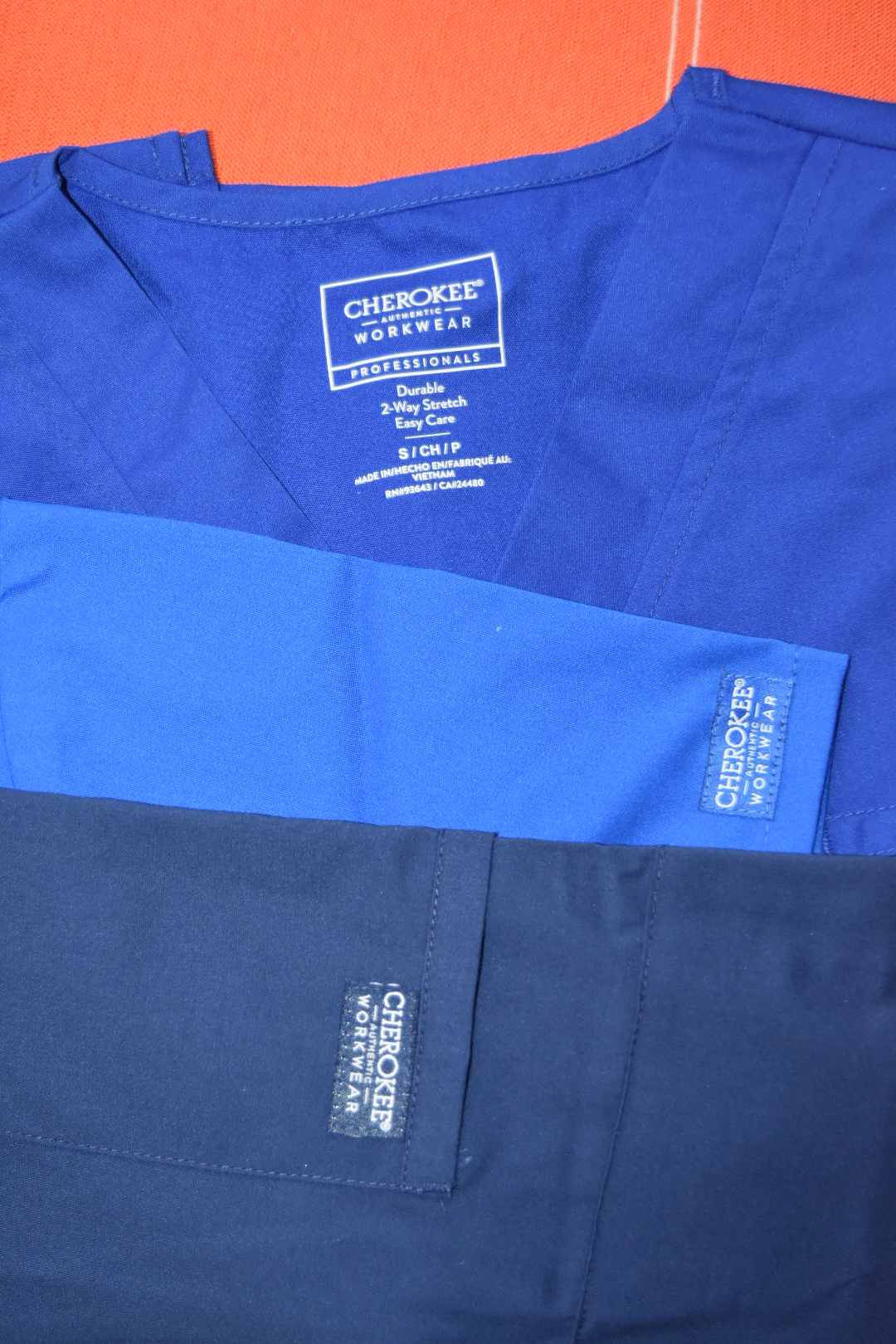
کاری از شرکت کروکی اینک

کروکی اینک (انگلیسی: Cherokee Inc.) شرکت پوشاک آمریکایی است، که در سال ۱۹۷۳ تأسیس شد.